# 四花合耳菊
四花合耳菊（学名：Synotis tetrantha）为菊科合耳菊属的植物。分布于印度、尼泊尔以及中国大陆的西藏等地，生长于海拔2,000米至2,700米的地区，多生长在林内以及混交林中，目前尚未由人工引种栽培。

## 异名
- Senecio tetranthus DC.